# Aderus inimpressipennis
Aderus inimpressipennis is een keversoort uit de familie schijnsnoerhalskevers (Aderidae). De wetenschappelijke naam van de soort werd in 1914 gepubliceerd door Maurice Pic.